# 高安山気象レーダー観測所

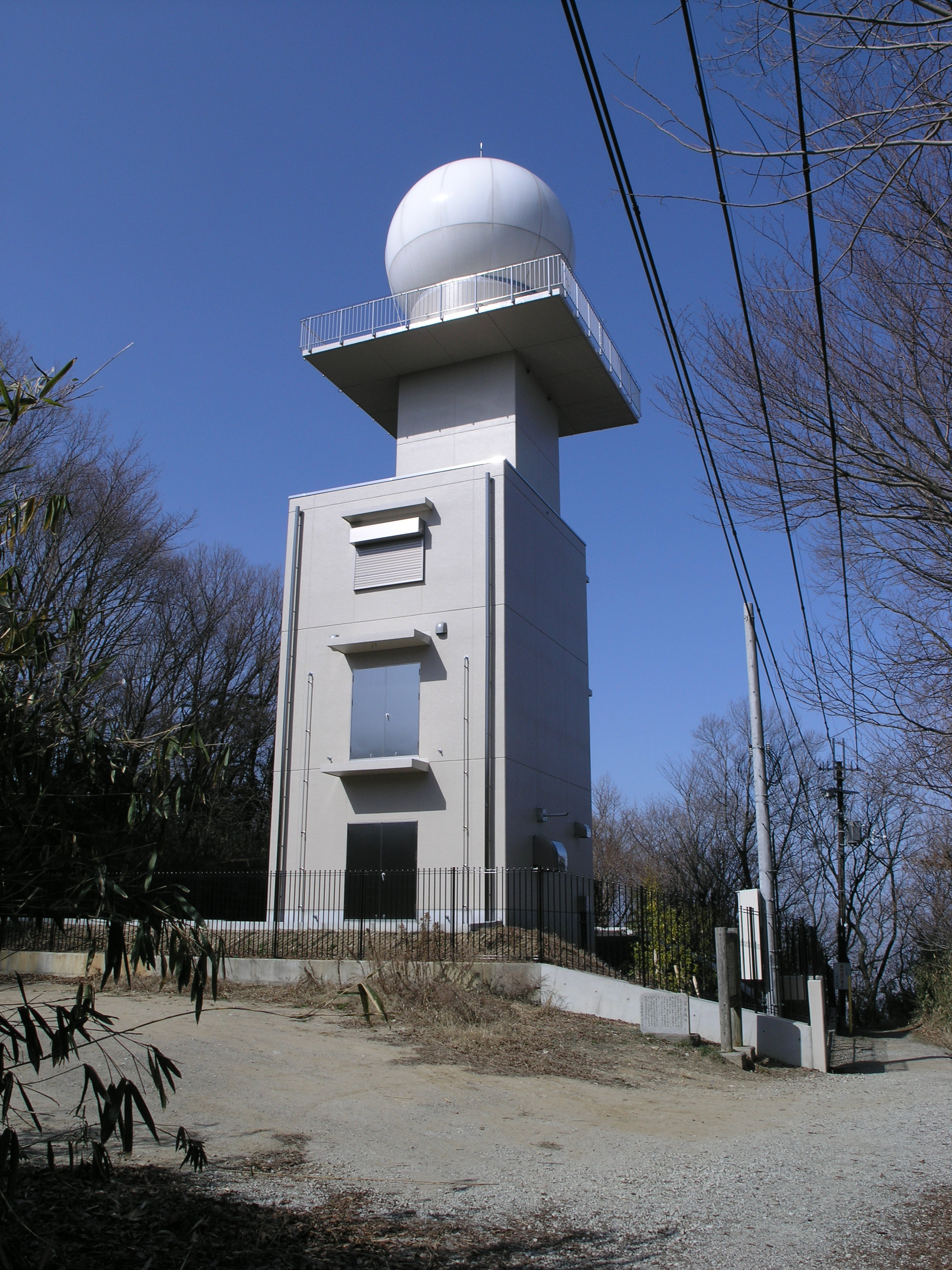
高安山気象レーダー観測所（2011年）

高安山気象レーダー観測所（たかやすやまきしょうレーダーかんそくじょ、 通称：大阪レーダー、高安山レーダー）は、大阪府八尾市にある、気象庁大阪管区気象台所管の気象レーダー観測所。
前身の気象レーダーは、1954年（昭和29年）に日本初の実用気象レーダーとして当時の大阪管区気象台（生野区勝山南）内に設置された。
1968年（昭和43年）に大阪管区気象台が中央区大手前へ移転するのに合わせて新しいレーダー観測所が高安山頂すぐの場所に建設され、レーダー機器も新調された。
現在は無人化されており、大阪管区気象台から遠隔操作されている。観測所から半径約300kmの範囲の気象観測を行っている。
この観測所周辺は高安城の跡地が一帯に広がっているとされ、北側フェンスの脇には「高安山城跡」の石碑が建っている。

## 概要
- 所在地 ： 大阪府八尾市大字服部川956-2

北緯34度36分58.4秒 東経135度39分22.8秒 / 北緯34.616222度 東経135.656333度
- 空中線標高 ： 498m
- 空中線地上高 ： 24m

### 沿革
- 1968年（昭和43年）7月 ： 高安山にレーダー観測所が建設、観測機器が設置され、運用開始。
- 2001年（平成13年）4月 ： 新デジタル化装置が整備され、無人化。
- 2010年（平成22年）3月 ： 建屋の建替え及び本体のドップラーレーダー化。